# جاك مورتيمر
جاك مورتيمر (بالإنجليزية: Jack Mortimer)‏ هو نقابي وسياسي أسترالي، ولد في 30 أكتوبر 1912 في أستراليا، وتوفي في 8 فبراير 1973 في أستراليا بسبب غرق. حزبياً، نشط في حزب العمال الأسترالي. وقد انتخب عضو مجلس النواب الأسترالي عن دائرة Division of Grey ‏ (1 يونيو 1963 – 21 نوفمبر 1966).